# 576
575 foi um ano bissexto do século VI que teve início a uma quarta-feira e que terminou a uma quinta-feira, segundo o Calendário Juliano. as suas letras dominicais foram E e D
| Ano completo                           |
| -------------------------------------- |
| Ano bissexto com início à quarta-feira |

## Nascimentos
- Abu Aiube Alançari (incerto) - companheiro (الصحابه; sahaba) de Maomé e um dos ansar (الأنصار; ajudante ou patrono) da história muçulmana primitiva (m. 672 ou 674).